# Mohamed Al-Szehhi
Mohamed Sajed Raszed Saiwed Al-Szehhi (arab. محمد الشحي, ur. 28 marca 1988 w Ras al-Chajmie) – emiracki piłkarz występujący na pozycji napastnika w drużynie Al-Wahda Abu Zabi.

## Kariera piłkarska
Mohamed Al-Szehhi od początku kariery występuje w zespole Al-Wahda. W 2007 zadebiutował w reprezentacji Zjednoczonych Emiratów Arabskich. W 2011 został powołany do kadry na Puchar Azji rozgrywany w Katarze. Jego drużyna zajęła ostatnie miejsce w grupie i nie awansowała do dalszej fazy.